# Williams (Arizona)
Williams es una ciudad ubicada en el condado de Coconino en el estado estadounidense de Arizona. En el censo de 2010 tenía una población de 3023 habitantes y una densidad poblacional de 26,65 personas por km².

## Geografía
Williams se encuentra ubicada en las coordenadas 35°14′54″N 112°10′59″O / 35.24833, -112.18306. Según la Oficina del Censo de los Estados Unidos, Williams tiene una superficie total de 113,42 km², de la cual 112,53 km² corresponden a tierra firme y (0,79%) 0,89 km² es agua.

## Demografía
Según el censo de 2010, había 3.023 personas residiendo en Williams. La densidad de población era de 26,65 hab./km². De los 3.023 habitantes, Williams estaba compuesto por el 76,28% blancos, el 1,69% eran afroamericanos, el 1,82% eran amerindios, el 0,99% eran asiáticos, el 0,1% eran isleños del Pacífico, el 15,42% eran de otras razas y el 3,7% pertenecían a dos o más razas. Del total de la población el 35,56% eran hispanos o latinos de cualquier raza.